# Kurosawa (krater)
Kurosawa är en nedslagskrater på planeten Merkurius, med en diameter på ungefär 152 kilometer.
1976 uppkallade den efter Kurosawa Kinko.